# ヒーラ

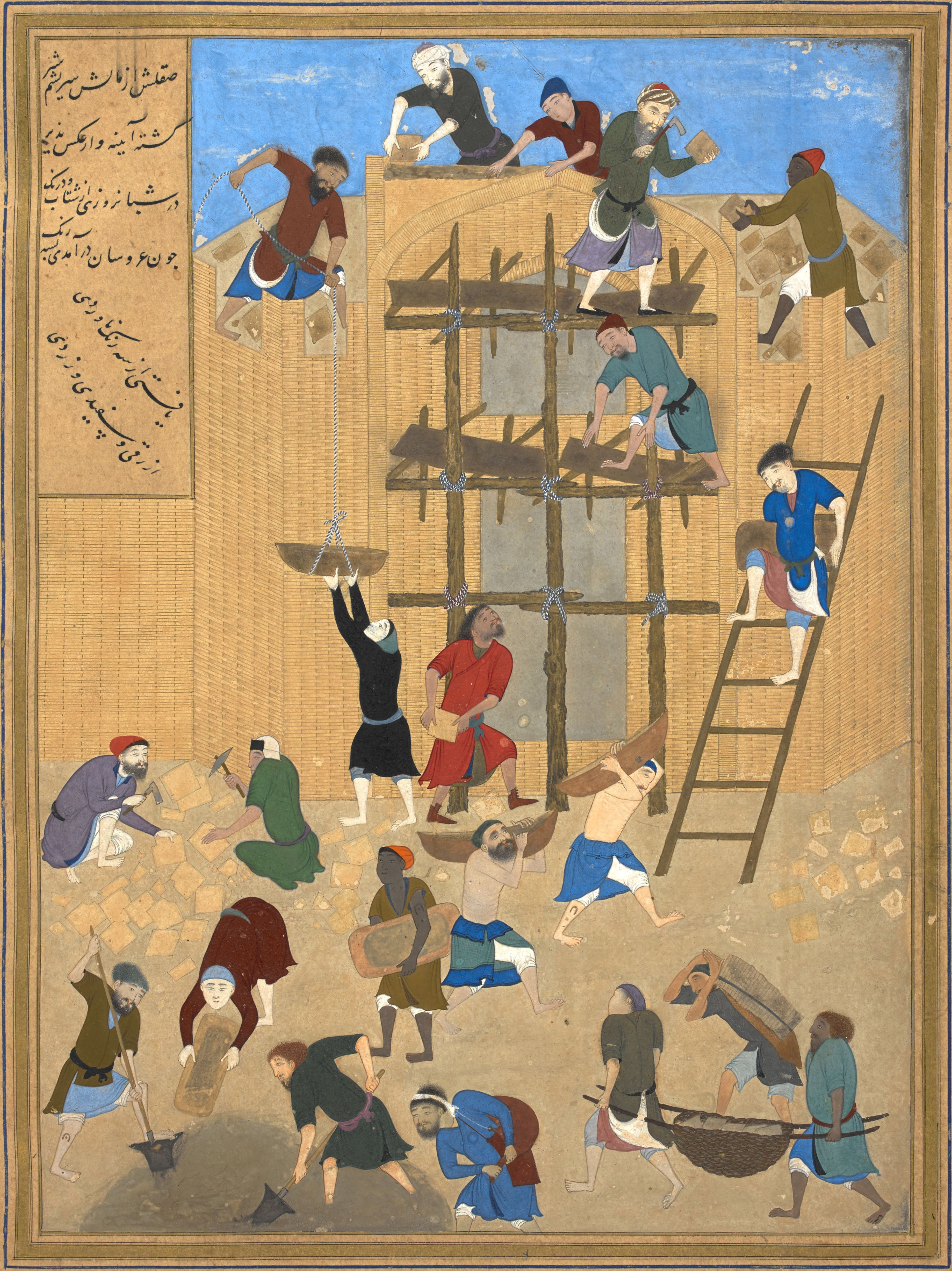
城を建造するヒーラの民を描いた15世紀ペルシアの細密画。キャマールッディーン・ビヒザード画。

ヒーラ（アラビア語: الحيرة, ラテン文字転写: al-Ḥīra; シリア語: ܚܝܪܬܐ, ラテン文字転写: Ḥīrtā）は、メソポタミアにかつて存在した都市。現在のイラク中央部、クーファの町の南あたりにあった。

## 歴史
ヒーラの町は現代では完全に廃墟になっている。ヒーラ遺跡はナジャフの南東、7キロメートルほどの場所にある。この場所はメソポタミア（ここでは、現在のイラク中央部あたりを指すものとする）の南西部、町があった時代にはメソポタミアと砂漠が接する縁辺部にあたる。
先イスラーム時代の4世紀から7世紀にかけての時代、ヒーラにはラフム朝の宮廷があった。ラフム朝はアラビア語では「マナーズィラ」とも呼ばれる、定住化したアラブ人の王朝である。ラフム朝はサーサーン朝のシャープール2世（在位337年-358年）が、剽悍なアラブ系部族民を当地以北に北上させないために置いた属国であり、王はサーサーン朝シャーが決めた。
527年ごろ、ヒーラを中心とするラフム朝は、レヴァントのガッサーン朝と争った。ガッサーン朝は、レヴァントを支配したアラビア人の王朝で、ビザンツ帝国が王権の後ろ盾になった。ラフム朝とガッサーン朝の争いは、サーサーン朝とビザンツ帝国の代理戦争である。
531年にサーサーン朝はヒーラの援軍とともにビザンツ帝国の将軍、ベリサリウスをやぶる。602年にホスロー2世はラフム朝の王、ヌウマーン3世を退位させ、ヒーラを併合した。

## 文化
ヒーラは文化的に、サーサーン朝のペルシア文化、ネストリオス派キリスト教文化、アラブ部族民の伝統宗教文化という三者の交じり合う町であった。
アラブ＝イスラームの征服直前のイラクでは、（ゾロアスター教やマニ教ではなく）ネストリオス派キリスト教が宗教的多数派であったようである:168-169。ヒーラには4世紀から11世紀までの間、ネストリオス派（東方教会）の主教座があった。当該主教座は、クテシフォンの大主教座に従属していた。後述するヒーラの遺跡の発掘調査においては、キリスト教の教会建築の遺構が発見されている。シリアと比較して、ヒーラなどイラク南西部の教会建築は、ヴォールトやドームを架けた深い祭壇空間などに特徴があり、サーサーン朝建築に馴染んだ人々の造形意識が影響を及ぼしている可能性がある。

## 遺跡
サーサーン朝ペルシアのイラクに対する影響力は7世紀中盤に急速に崩壊した。9-10世紀の歴史家バラーズリーやタバリーによると、ヒーラはヒジュラ歴12年（633年）に「抜き身の神剣」ことハーリド・ブン・ワーリド率いるアラブ軍に降伏し、以後、軍営都市クーファの陰に隠れる形で衰退していく:181-182。8世紀末にハールーン・ラシードがヒーラを訪れ、ここに家を建てさせて家臣に土地と家を分け与えたという記録がある。10世紀前半にアラビア砂漠のベドウィンが、ヒーラを含むクーファの縁辺部を荒らしまわり、カリフが軍を出さざるを得なくなったという記録がある。しかしイブン・ハウカルら10世紀の地理学者は、ヒーラにわずかな関心しか向けておらず、当地にはまばらに人家があると記載するのみである。さらにのちの時代になるとヒーラは忘れ去られた。
ナジャフ南方にヒーラの遺跡があるということを西洋世界に初めて報告したのはアッシリア学者のマイスナーである（1901年）。考古学者による学術調査は1931年のオクスフォード大学隊による発掘調査が最初になる。世界大戦後は1970年代から1980年代に日本の調査団がヒーラの周辺を考古学的発掘調査を行ったが、以後は適切な学術的調査がなされていないまま21世紀現在に至る。